# パルサータイミングアレイ
パルサータイミングアレイ (英語: Pulsar timing array, PTA) は重力波の検出のための物理学実験とその施設である。広く分布したミリセカンドパルサー群の高精度なタイミング観測を行う。超長周期の重力波が対象であるが、いままでこの手法による重力波検出はされていない。

## 概要
ミリセカンドパルサーはパルサーでも一般的に長期間に渡るタイミング観測で精度が高いことが知られている。パルサーから放射された電磁波信号が地球にある検出器までの伝搬するまで重力波がどのような影響を与えるか計算されている。SazhinとDetweilerはパルサーからのパルス信号到達に重力波が与える影響を計算した。パルサーのパルス振動数{\displaystyle \nu }の変動を引き起こす。
{\displaystyle {\frac {\delta \nu }{\nu }}=-H^{ij}\left[h_{ij}(t_{e},x_{e}^{i})-h_{ij}(t_{e}-D/c,x_{p}^{i})\right]}　　…(1)
ここで Hij は重力波源とパルサーと地球の位置に依存した幾何学による因子である。地球からパルサーまでの距離Dとした。重力波による空間のひずみ hij は地球 (添え字 e を付けた) とパルサー (ここで添え字 p を付けた) で評価される値である。パルス振動数の変動は直接的に検出はされない。そのかわりパルスの到達時間の観測により間接的に測定される。この到達時間はパルサータイミングモデルによる予測された到達時間と比較される。実際の到達時間と予測された到達時間の差はタイミング残差と呼ばれている。観測開始から時間tまでのタイミング残差 R(t) を重力波が引き起こす。
{\displaystyle R(t)=-\int _{0}^{t}{\frac {\delta \nu }{\nu }}\,dt.}
一般相対性理論による重力波には2つの偏極があり、それぞれ A+ と A×とする。(Lee & Priceは非一般相対性理論による結果を示した。)
ここで地球に関する項は次のように書き直される。（パルサーも同様に異なる位相が異なった形式となる）
{\displaystyle R_{e}(t)=\int _{0}^{t}{\frac {P_{+}A_{+}(t)+P_{\times }A_{\times }(t)}{2(1-\gamma )}}\,dt.}
ここで P+と P× は幾何学による因子で {\displaystyle \gamma } は重力波源と地球、パルサーのなす角度である。発展をしない、連続波源(例えば、重力波放射による軌道半径の減少を無視した超大質量ブラックホール連星系)に対して、A+ と A× は重力波の角振動数{\displaystyle \omega _{g}}で振動する。円運動する超大質量ブラックホール連成系では軌道周期の2倍の振動数の重力波を放射する。離心率のある連星系は軌道周期の倍数の軌道周期の周波数スペクトルを持つ重力波を放射する。連星系により引き起こされるタイミング残差の大きさは次にように推定された。
{\displaystyle \Delta t\sim 10\mathrm {ns} \left({\frac {1\mathrm {Gpc} }{d}}\right)\left({\frac {M}{10^{9}M_{\odot }}}\right)^{5/3}\left({\frac {10^{-7}\mathrm {Hz} }{f}}\right)^{1/3}}
ここで d は光学的距離、系の質量は M/(1 + z), ただし z は赤方偏移、重力波の振動数 f とした。より詳細についてはRosadoら(2016)で与えられている。彼は高い赤方偏移の連星系が検出できるだろうと考えた。
もし非常に大きな質量(1010 {\displaystyle M_{\odot }})の連星系であればある高い赤方偏移では現在のPTA観測で検出できると主張した。
もちろん、宇宙には多数の超大質量ブラックホール連星系がある。すべての連星系から放射される重力波の信号について式(1)を足し合わせた重力波が背景重力波信号である。

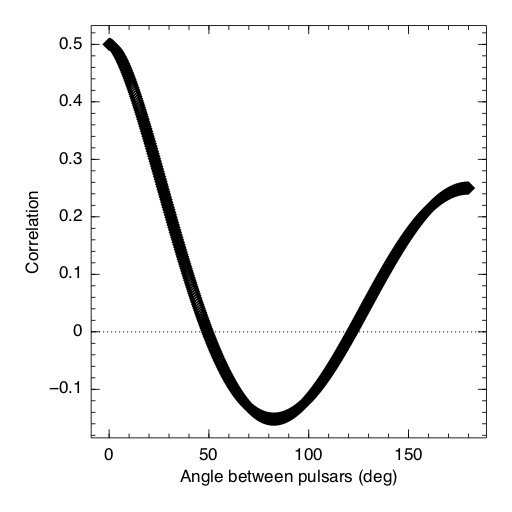
Hellings-Downsの曲線。タイミング残差の相関関数は２つのパルサーの天頂角の関数で表される。

Hellings と Downsは等方的、確率的、偏極をしていない背景重力波信号の場合、それぞれのパルサーのタイミング残差は次の相関関係があることを示した。
{\displaystyle c(\theta )={\frac {3}{2}}x\ln x-{\frac {x}{4}}+{\frac {1}{2}}+{\frac {1}{2}}\delta (x)}
ここで x は {\displaystyle x=(1-\cos \theta )/2} であり、{\displaystyle \theta } は2つのパルサーの天頂角である。また {\displaystyle \delta (x)} はディラックのデルタ関数であり、この項は相関関数が x = 0 で発散することを表している。この解析結果は右図の曲線形状である。この曲線はHellings-Downsの曲線と呼ばれている。PTA観測チームが背景重力波を探索するときには、それぞれのパルサーの組についてどれほどタイミング残差が相関関係があるか判断する。もしHellings-Downsの曲線に従う相関関係が得られれば背景重力波の検出が確からしいと言える。典型的なパルサーの測定は数週間に一度行われている。最初のミリセカンドパルサーは1982年発見されてから現在まで数十年に渡る長期間の観測データが得られている。これは数週間から数年までの周期の重力波検出の感度が高くなることを意味していて、非常に低い周波数 (10−9から10−8 Hz) の重力波に対応する。この重力波周波数は30–7000 Hzが対象のLIGOと比較すると超長周期である。

## PTA観測プロジェクト
主に3つのPTA観測プロジェクトによりミリセカンドパルサー群の恒常的なタイミング観測がされている。観測されたパルサーから調べられたタイミングモデルを使ってオンラインで畳み込みされている。結果として生成されるデータファイルは、無線周波数干渉を除去し、様々な較正手順（機器による遅延を除去し、信号の偏光およびフラックス密度を校正するなど）を適用し処理される。観測されたパルスプロファイルをテンプレートと相互相関させることで、各観測についてパルス到着時間が決定され、期待されたパルス形状の高いSN比による表示を提供する。
重力波の観測に影響を与える主な騒音源の1つは星間物質の電子密度の変化である。そのような変化はある程度監視されておりその影響は除去されるか、または幅広い周波数範囲におけるパルサーの観測からモデル化される。一部の南半球のパルサーはPPTAのみ観測できる。

## PTA観測プロジェクトと公開されているPTAデータセット
- Parkes Pulsar Timing Array (PPTA) ：パークス天文台　https://doi.org/10.4225/08/561EFD72D0409
- European Pulsar Timing Array (EPTA)：ヨーロッパにある電波望遠用を使用している。Lovell Telescope、Westerbork Synthesis Radio Telescope、Effelsberg Telescope、Nancay Radio Telescope http://www.epta.eu.org/aom.html
- North American Nanohertz Observatory for Gravitational Waves (NANOGrav)：アレシボ天文台とグリーンバンク望遠鏡。https://data.nanograv.org
- International Pulsar Timing Array (IPTA) ：NANOGrav、EPTA、PPTAの共同。http://www.ipta4gw.org/?page_id=519

上記以外では、将来建設される電波望遠鏡である中国の500メートル球面電波望遠鏡(FAST)、南アフリカのMeerKAT、中国のQitai Radio Telescope、南アフリカとオーストラリアのスクエア・キロメートル・アレイ(SKA)がPTA観測に利用される予定である。

## PTA解析ソフトウェア
特別な形状の重力波を探すルーチンまたは様々な重力波を探すソフトウェアがある。
- tempo： http://tempo.sourceforge.net
- tempo2： https://bitbucket.org/psrsoft/tempo2
- pint： https://github.com/nanograv/PINT